# 伊利诺伊州锡安市市徽
伊利诺伊州锡安市市徽（英語：Seal of Zion, Illinois）是美国伊利诺伊州锡安市的官方市徽。由于该市采用于1902年的旧市徽包含基督教元素，因此被美国联邦上诉法院于1992年判定为违宪，故于同年采用新的市徽。在新市徽的中间的部分为该市锡安酒店的穹顶，并用美国国家格言“我们信仰上帝”（In God We Trust）取代原来“上帝为王”（God reigns）的字样。

## 旧市徽
锡安市的建立者为苏格兰基督教传教士、天主教锡安教会的建立者约翰·亚历山大·道伊，他于1902年创立了这座城市，该市的市长和市议会于同年设计并采纳了旧市徽。旧市徽上印有四等分的盾牌，而盾牌上则印有十字架、衔着橄榄枝的鸽子、带有权杖的王冠，并且还印有该城市的名称。盾牌上方的横幅上面则印有“上帝为王”的字样。锡安市议会的议会大厅以及该市的公务用车均会用到这个市徽，并且在警察以及消防员的制服補丁布上边也会出现这个图案。而锡安市市旗则是白色背景上印有锡安市市徽。

### 相关诉讼
1986年，无神论者罗伯·谢尔曼在开车经过锡安市的时候看到了城市水塔上印着的锡安市市徽。作为无神论者的谢尔曼在看到市徽上的基督教元素后感觉受到了冒犯，并要求锡安市修改市徽。尽管谢尔曼以提起法律诉讼为要挟，但锡安市政府还是拒绝了他的请求。不过由于谢尔曼并非锡安市居民，因此不具有提起诉讼的资格。鉴于此，谢尔曼在国家电台上呼吁锡安居民对该市提起诉讼，但并未获得支持。不过随后他在1987年美国无神论者协会集会时遇到了克林特·哈里斯，并出资给哈里斯在锡安市租了间房，以获取诉讼资格。
1990年，美国伊利诺伊北区联邦地区法院受理了此案。法院经审理后认为，锡安市市徽违反了美国宪法第一修正案的政教分离原则，并且徽章上的基督教元素未能通过莱蒙检验，因此锡安市不应继续使用这个市徽。违宪的认定还基于道伊当初在设计市徽时做出的声明。除此之外，法院还认定“上帝为王”的字样亦属于宗教宣传，违反了应当遵循的世俗原则。
对于这个判决结果，锡安市向美国联邦第七巡回上诉法院提出上诉。当地一个名为“拯救我们的市徽”的非营利性公民团体筹集了30,000美元以帮助该市支付诉讼费。不过巡回上诉法院中由三名联邦法官组成的小组以2-1的投票结果驳回了锡安市的上诉请求，维持原判。锡安市随后向合议庭请求重新审理，在经过所有11名上诉法院的法官进行重新审理后，以6-5的投票结果驳回了锡安市的请愿。随后锡安市又向美国最高法院提出了上诉，但是只有三名法官愿意受理此案，因此最高法院没有受理此案。作为败诉的结果，锡安市必须于60日内执行法院命令，即将旧市徽从公众视野中移除。

## 新市徽
在锡安市依照法院命令停用旧市徽后，市议会举办了一场关于新市徽设计的竞赛。最终的获胜者是温思罗普港一名10年级女学生，她的竞赛奖品是一块奖牌以及由旧市徽为原材料制作的圣诞节装饰品。这个获胜作品的背景为美国国旗，上面印有锡安酒店拆除旧市徽后的穹顶，并且横幅上的字已由“上帝为王”改为美国国家格言“我们信仰上帝”。对此谢尔曼再次提起诉讼，希望能将“我们信任的上帝”从市徽中删除。但这一次没有成功，因为联邦法官裁定这句话和美国国家格言一样符合宪法。
从1993年起，锡安市开始根据法院判决的要求将旧市徽从公众视野中移除。锡安市警察一开始用白色贴纸遮盖巡逻车上的旧市徽，不过为了美观他们在贴纸上绘制了一些图案，直到1994年完成新市徽的喷涂工作。
2011年，《莱克县新闻-太阳报》刊登了某位城市委员所写的社区论坛注意事项，上面印有锡安市旧市徽。谢尔曼以藐视法庭的罪名起诉该市，并要求撰写这则注意事项的城市委员辞职。不过他们最终于庭外达成了和解。